# Blood and Sand (película de 1941)
Sangre y arena (Blood and sand, 1941) es una película de Rouben Mamoulian basada en la novela homónima del escritor español Vicente Blasco Ibáñez. La historia ya había sido llevada al cine en 1922, y volvería a hacerse en 1989. Esta adaptación de 1941 fue premiada con el Óscar a la mejor fotografía.
Ese mismo año, Cantinflas encarnó a los dos personajes principales de una comedia titulada Ni sangre ni arena.

## Sinopsis deSangre y arena
Juan Gallardo (Tyrone Power) ha querido desde niño ser torero, como su difunto padre. Logra el éxito, pero para entonces se cruza en su vida una mujer: doña Sol (Rita Hayworth).

## Reparto
- Tyrone Power
- Linda Darnell
- Rita Hayworth
- Alla Nazimova
- Anthony Quinn
- J. Carrol Naish
- John Carradine
- Paul Ellis